# Drillapparat

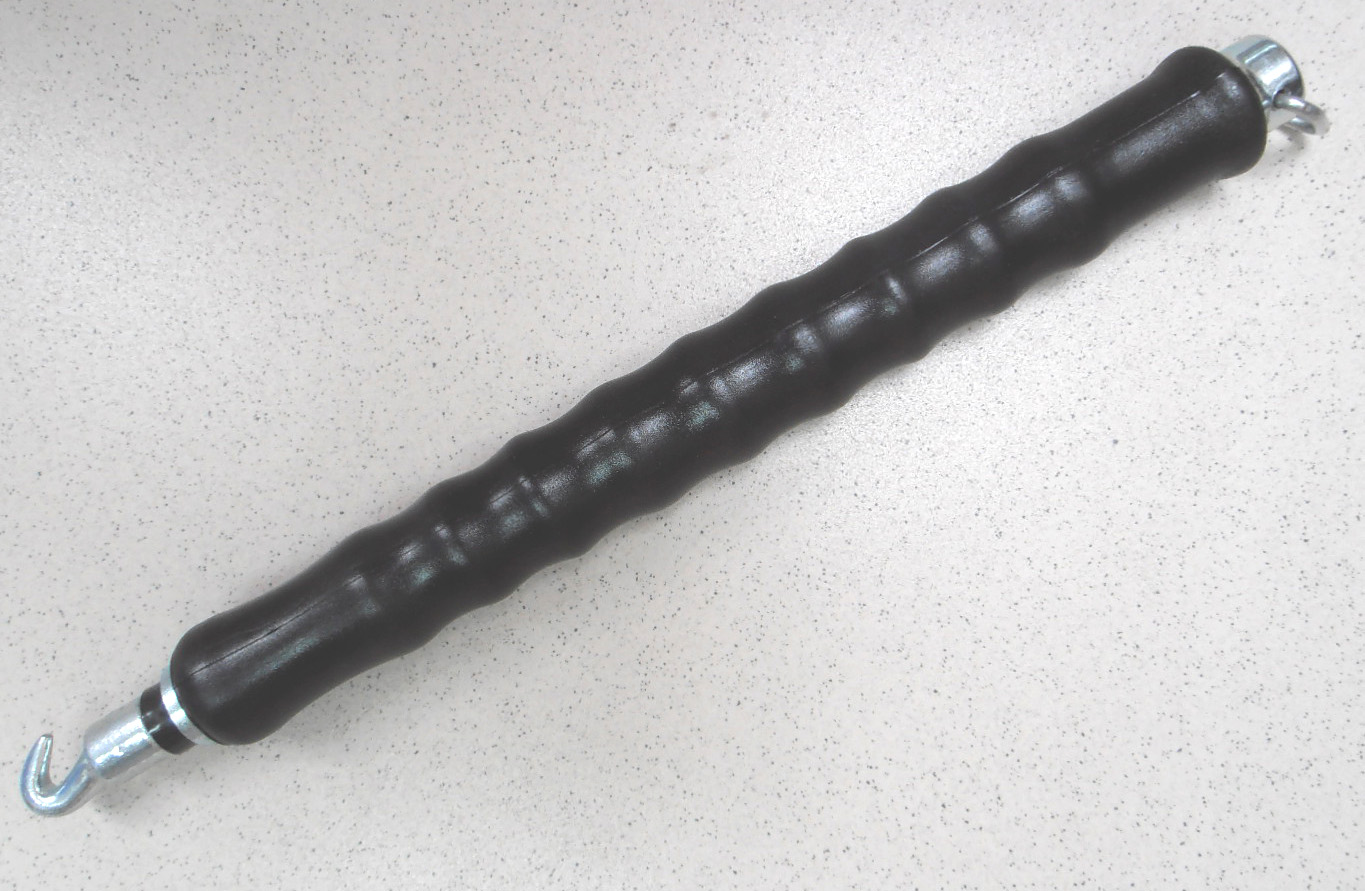
Drillapparat

Ein Drillapparat (auch Sackdreher) ist ein Werkzeug, mittels dessen die beiden Enden eines Drahtes ineinander verdrillt werden können. Häufige Anwendung findet dies beim Rödeln und beim Verschließen von Säcken mit Hilfe eines zu verdrillenden Kupferdrahtes.
Der Drillapparat besitzt einen gummierten, rutschfesten Griff, in dem sich eine gefräste Spindel mit automatischem Rücklauf befindet. An der Spitze des Drillapparates befindet sich ein Haken, der durch die zu Ösen geformten Enden eines Drahtes geführt wird. Durch Zug am Griffstück wird dieser Haken (Spindel) in Rotation versetzt, wodurch der Draht verdrillt wird.